# 守屋精爾
守屋 精爾（もりや せいじ、1895年（明治28年）11月2日 - 1943年（昭和18年）5月20日）は、日本の陸軍軍人。最終階級は陸軍中将。旧姓・梶田。

## 経歴
岡山県出身。梶田寿平の五男として生まれ、守屋弁之助の養子となる。岡山第一中学校（現岡山県立岡山朝日高等学校）、広島陸軍地方幼年学校、中央幼年学校を経て、1917年（大正6年）5月、陸軍士官学校（29期）を卒業。同年12月、砲兵少尉に任官し野砲兵第11連隊付となる。1920年（大正9年）11月、陸軍砲工学校高等科（26期）を卒業。陸士生徒隊付、山砲兵第11連隊付などを経て、1929年（昭和4年）11月、陸軍大学校（41期）を卒業した。
1931年（昭和6年）3月、参謀本部付勤務となり、参謀本部員を務め、1932年（昭和7年）8月、砲兵少佐に進級。同年12月、第4師団参謀に就任し、1934年（昭和9年）3月、参謀本部付（シャム出張）、1935年（昭和10年）4月、シャム公使館付武官を務め、陸大教官に転じて、1937年（昭和12年）3月、砲兵中佐に進んだ。1937年（昭和12年）12月、参謀本部付兼大本営付となり、1938年（昭和13年）1月、欧州出張を命ぜられ、同年2月、スペイン駐在（公使館付武官）となり同年3月に着任。1938年（昭和13年）7月、砲兵大佐に昇進した。
1941年（昭和16年）6月に帰国し、同年7月、野戦重砲兵第2連隊長に就任。同年10月、第15軍参謀に転じ、同年11月、同軍参謀副長に就任し、ビルマの戦いに参戦。1942年（昭和17年）2月、泰国大使館付武官を兼務し、同年4月、同武官の専任となる。1942年（昭和17年）8月、陸軍少将に進級。1943年（昭和18年）1月4日、泰国駐屯軍参謀長に就任したが、同月21日、病のため参謀本部付となり、同年5月に戦病死し陸軍中将に進んだ。